# Лыков, Александр Анатольевич
Алекса́ндр Анато́льевич Лы́ков (род. 30 ноября 1961, Рахья, Ленинградская область) — советский и российский актёр театра, кино, телевидения и дубляжа. Широкую известность получил после роли капитана милиции Владимира Казанцева (Казано́вы), в телесериале «Улицы разбитых фонарей».

## Биография
Родился 30 ноября 1961 года в посёлке Рахья Всеволожского района Ленинградской области.
Рос без отца. Мать работала кладовщиком в Ленинградском оптико-механическом объединении (ЛОМО), бабушка — в столовой.
В детстве Саша получил травму позвоночника, упав с горки. По прогнозам врачей, ему грозила инвалидность, но он начал самостоятельно заниматься специальными физическими упражнениями для спины и встал на ноги. Позже занимался каратэ (имеет чёрный пояс) и биатлоном (завоевал несколько медалей на юношеских соревнованиях).
После окончания средней школы получил рабочую специальность в строительном училище. Параллельно с учёбой занимался в театральной студии.
В 1984 году окончил актёрское отделение факультета драматического искусства Ленинградского государственного института театра, музыки и кинематографии (ЛГИТМиКа) (курс Владимира Викторовича Петрова).
В 1984—1985 годах служил в рядах Советской армии, в стройбате на Севере.
В 1985 году был принят в труппу Ленинградского театра имени Ленсовета, где прослужил три года. С 1989 по 1991 годы был актёром Ленинградского театра юных зрителей имени А. А. Брянцева (ЛенТЮЗа).
Затем служил в Санкт-Петербургском государственном театре «Балтийский дом», выступал на сцене Государственного драматического театра на Литейном.
С 1994 года работал в театре «Территория».
В кино — с 1989 года. Всероссийскую популярность приобрёл после съёмок в телесериале «Улицы разбитых фонарей». Однако, опасаясь закоснеть в однотипном образе, принял решение покинуть этот проект и также роль  Степан Аркадьевич Асафьев, маньяк-убийца по кличке «Нос» в 2-х серий «Цейтнот» и «Сделка» в сериале Агент национальной безопасности.
Рассматривался как основной кандидат на главную роль в фильме Алексея Германа-старшего «Трудно быть богом», прошёл многодневные пробы, но в итоге не снялся в фильме из-за того, что параллельно подписал контракт на участие в другом проекте, что противоречило требованиям режиссёра. В итоге роль исполнил Леонид Ярмольник.

### Семья
Жена (с начала 1980-х годов) — Алла Александровна Лыкова (Господенко), кубанская казачка. Директор своего мужа.
Дочь Екатерина (род. 1985). Внуки Давид (2013) и Авдотья (2016).
Сын Матвей Лыков (род. 8 апреля 1987), актёр, топ-модель. Женат на фэшн-дизайнере Джессике Стенерос. Живёт за границей. Внучки Сиенна (2019) и Лу (2021).

## Творчество

### Театральные работы
- 1987 — «Собачье сердце» (Театр имени Ленсовета) — Швондер, председатель домкома
- 1989 — «Эквус» (ТЮЗ имени А. А. Брянцева), по одноимённой пьесе Питера Шеффера; реж. Андрей Андреев) — Алан Стрэнг
- 1991 — «Скупой» (Театр на Литейном), реж. Геннадий Тростянецкий
- 1991 — «Стриптиз» (ЛГИТМиК)
- 2001 — «Мастер и Маргарита» (Театр «Балтийский дом»), реж. Йонас Вайткус — Воланд
- 2003 — «Я… Она… Не Я и Я…» (Театральная мастерская «АСБ»), реж. Алексей Янковский
- 2003 — «Активная сторона бесконечности» (Театральная мастерская «АСБ»), реж. Алексей Янковский — Дон Хуан
- 2005 — «Дон Кихот Ламанчский» (Театр «Балтийский дом»), реж. Андрей Могучий — Дон Кихот

### Фильмография
- 1981 — Други игрищ и забав —  приятель хулигана (в титрах не указан)
- 1989 — Ад, или Досье на самого себя — Пётр
- 1990 — Под маской «Чёрной кошки» — вор
- 1990 — Бакенбарды — Николай Штырёв («Штырь»), участник «Капеллы»
- 1991 — Улыбка — пациент психиатрической больницы
- 1991 — Изыди! — Петя, сын деревенского старосты Ивана, жених еврейской девушки
- 1991 — Человек со свалки — Константин Левшин
- 1992 — Две дуэли — Вандам
- 1992 — Скупой — Валер, возлюбленный Элизы
- 1992 — Томас Бекет — Генрих II Плантагенет, король Англии
- 1993 — Путешествие в счастливую Аравию — Вадим
- 1993 — Разборчивый жених — Дмитрий Александрович (Дима), заведующий детским садом
- 1993 — Страсти по Анжелике — Володя Ботин, ресторанный певец
- 1993 — Ты у меня одна — Вова, кроссдресс-проститутка у гостиницы «Астория»
- 1994 — Полковник Грушко против петербургской мафии / Grushko — Анатолий
- 1994 — Колечко золотое, букет из алых роз — телефонный мастер
- 1994 — Проклятие Дюран — священник
- 1994 — По следу телеграфа — бродяга
- 1995 — 1999 — Улицы разбитых фонарей — Владимир Сергеевич Казанцев («Казанова»), капитан милиции, оперуполномоченный уголовного розыска
- 1996 — Операция «С Новым годом!» — Лёша, бизнесмен
- 1996 — Поживём — увидим
- 1998 — Тоталитарный роман — Андрей Иванович, следователь КГБ
- 1998 — Хрусталёв, машину! — зэк-шофёр
- 1998 — Цирк сгорел, и клоуны разбежались — киллер
- 2000 — Бандитский Петербург. Фильм 1. Барон (серии № 3, 4) — Георгий Субботин, старший оперуполномоченный милиции
- 2000 — Бандитский Петербург. Фильм 2. Адвокат (серия № 1) — Георгий Субботин, старший оперуполномоченный милиции
- 2000 — 2001 — Агент национальной безопасности (серии «Цейтнот» и «Сделка») — Степан Аркадьевич Асафьев, маньяк-убийца по кличке «Нос»
- 2000 — Медики — Илья
- 2002 — Дневник убийцы — Дмитрий Мережковский
- 2002 — Осенний детектив — Артём, сыщик
- 2003 — Участок — Валерий Ростиславович, уголовник «Декан»
- 2003 — Весёлая компания — Вадим, менеджер в издательстве
- 2003 — Киднеппинг — Олег
- 2003 — Танцор — Константин
- 2004 — Потерявшие солнце — «Китаец»
- 2004 — Дзисай — Рыбаков («Дзисай»)
- 2004 — Диверсант — «Чех»
- 2004 — Легенда о Тампуке — писатель / голос за кадром
- 2004 — Кушать подано! — Борис, бухгалтер, любовник Юлии
- 2004 — Гибель империи (серия № 1 «Демон») — Тимофей Львович, кинорежиссёр
- 2004 — Дурная привычка — Митя («Чапаев»), сумасшедший брат Насти
- 2005 — Охота на изюбря — «Коваль», вор в законе, главарь Долголаптевской ОПГ
- 2005 — Семья — Гугин
- 2005 — Фаворский — Сергей Анатольевич Долгушин
- 2005 — 9 рота — майор, сапёр-инструктор
- 2005 — Казароза — Нейман
- 2005 — Турецкий гамбит — Еремей Перепёлкин, капитан / Анвар-эфенди, агент турецкой разведки
- 2005 — Время собирать камни — председатель горсовета
- 2006 — Профессор в законе — Андрей Павлович («Хандер»), профессор филологии
- 2006 — Ералаш (выпуск № 206, сюжет «Гоголь-моголь») — Николай Васильевич Гоголь
- 2007 — Свадьба. Дело. Смерть — Михаил Васильевич Кречинский
- 2007 — Диверсант 2: Конец войны — «Чех»
- 2007 — 18-14 — Александр Петрович Куницын, профессор, учитель нравственных, юридических и политических наук
- 2008 — Время земляники — Пётр Петрович
- 2008 — Солдаты. Новый призыв — Леонид Коновалов, дальнобойщик
- 2008 — Трудно быть мачо — Вячеслав Андреевич Черноков, начальник службы безопасности супермаркета
- 2008 — Гаишники (фильм № 7 «Игры по правилам и без») — Вадим Красовский («Дубровский»)
- 2009 — Третьего не дано — Вальтер Груббе, штандартенфюрер СС
- 2009 — Каникулы строгого режима — Гладких, майор, «кум» зоны
- 2009 — Отдамся в хорошие руки — пограничник
- 2009 — 2012 — Версия — Александр Фёдорович Желвис, следователь прокуратуры, старший следователь СК РФ
- 2011 — Костоправ — Богдан Олегович Дуплоноженко, врач-нарколог
- 2013 — Разыскник — Виктор Попов, майор полиции
- 2013 — Без права на выбор — Матвей Лобанов, майор 4-го управления НКВД
- 2013 — Три мушкетёра — Де Тревиль, капитан-лейтенант французских королевских мушкетёров
- 2013 — Шерлок Холмс (фильм № 6 «Галифакс») — министр
- 2014 — Инквизитор — Геннадий Петрович Геращенко, майор полиции, следователь, начальник следственной группы районного СК
- 2014 — День дурака — Сергей Сергеевич, коллектор
- 2015 — Ленинград 46 (фильм № 2 «Побег» — серии № 5-8; фильм № 3 «Точка невозврата» — серии № 9-12) — Лаврентий Васильевич Фёдоров («Лавр»), главарь банды
- 2015 — Спасайся, брат! — отец Арсений
- 2015 — Пансионат «Сказка», или Чудеса включены — Ферко Надь, венгерский бизнесмен
- 2016 — День до (новелла № 1 «Рома и Юля») — отец Юли
- 2016 — Последняя статья журналиста
- 2017 — Куба — Сергей Ильич Новиков, майор полиции
- 2017 — Крылья империи — Каледин, следователь
- 2017 — О любви — Геннадий Ильич, друг и помощник Сергея Андреевича
- 2017 — Ученица Мессинга — Андрей Платонович Ларионов, чиновник из Ленинграда
- 2018 — Рубеж — Виктор Петрович
- 2018 — 2021 — Гранд — Лев Глебович Федотов, владелец бутик-отеля «Grand Lion» (1-2 сезон), владелец эко-отеля «Grand» (3-5 сезон)
- 2018 — Семь ужинов — «Феофан», сосед-незнакомец
- 2018 — Неуловимые — Сергей Лавровский («Лаврик»), вор в законе
- 2018 — Конная полиция — Корнилов, отец Насти, генерал-лейтенант полиции, начальник ГУМВД России по Москве
- 2018 — Год культуры — Лев Наумович Филин, ректор Верхнеямского филологического института (ВФИ)
- 2019 — Куба. Личное дело — Сергей Ильич Новиков, полковник полиции
- 2019 — Трудные подростки — Герман Алексеевич, директор центра помощи трудным подросткам
- 2020 — Бомба — Яков Натанович Лифшиц
- 2021 — Девятаев — Григорий Васильевич Ларин
- 2022 — Время года зима — Георгий
- 2022 — Год культуры 2 — Лев Наумович Филин
- 2023 — Тёща — Роман Павлович
- 2023 — Большой дом — Анатолий Зуйков
- 2024 — 20/22 — депутат Александр Владимирович
- 2024 — Последний богатырь. Наследие — Соловей-разбойник
- 2025  —Финал — Рудов
- 2025 - Злые люди (сериал 2025 – ...) - статский советник Павел Благово
- 2026 — Смешарики. Сквозь вселенные — Кар-Карыч

## Телевидение
- Телепроект «Хамелеон»[3].
- В 2002 году принял участие в российском реалити-шоу «Последний герой 3: Остаться в живых»[9][10].
- «Большие гонки» на «Первом канале».